# Episodi de I dinosauri (terza stagione)
Negli USA la terza stagione è stata trasmessa dal 18 settembre 1992 al 2 luglio 1993 sul canale ABC, mentre in Italia viene trasmesso dalla Rai.
| nº      | Titolo inglese                  | Titolo italiano                  | Prima Tv USA      | Prima Tv Italia |
| ------- | ------------------------------- | -------------------------------- | ----------------- | --------------- |
| 30 (1)  | Nature Calls                    | La natura chiama                 | 18 settembre 1992 |                 |
| 31 (2)  | Baby Talk                       | Baby e il linguaggio             | 2 ottobre 1992    |                 |
| 32 (3)  | Network Genius                  | Il genio della rete              | 16 ottobre 1992   |                 |
| 33 (4)  | The Discovery                   | La scoperta                      | 23 ottobre 1992   |                 |
| 34 (5)  | Little Boy Boo                  | Storie di paura                  | 30 ottobre 1992   |                 |
| 35 (6)  | Germ Warfare                    | Guerra ai germi                  | 6 novembre 1992   |                 |
| 36 (7)  | Hungry for Love                 | Fame d'amore                     | 13 novembre 1992  |                 |
| 37 (8)  | License to Parent               | La patente di genitore           | 20 novembre 1992  |                 |
| 38 (9)  | Charlene's Flat World           | Il mondo piatto di Charlene      | 4 dicembre 1992   |                 |
| 39 (10) | Wilderness Weekend              | Weekend selvaggio                | 18 dicembre 1992  |                 |
| 40 (11) | The Son Also Rises              | Passaggio di consegne            | 8 gennaio 1993    |                 |
| 41 (12) | Getting to Know You             | Facciamo conoscenza              | 15 gennaio 1993   |                 |
| 42 (13) | Green Card                      | La carta verde                   | 29 gennaio 1993   |                 |
| 43 (14) | Out of the Frying Pan           | Saltiamo in padella              | 5 febbraio 1993   |                 |
| 44 (15) | Steroids to Heaven              | Estremi rimedi                   | 12 febbraio 1993  |                 |
| 45 (16) | Honey, I Miss the Kids          | Tesoro, mi mancano i ragazzi     | 19 febbraio 1993  |                 |
| 46 (17) | Swamp Music                     | Musica della palude              | 26 febbraio 1993  |                 |
| 47 (18) | Dirty Dancin                    |                                  | 12 marzo 1993     |                 |
| 48 (19) | If I Were a Tree                | Se tu fossi un albero            | 18 aprile 1993    |                 |
| 49 (20) | We Are Not Alone                | Non siamo soli                   | 2 maggio 1993     |                 |
| 50 (21) | Charlene and Her Amazing Humans | Charlene e i suoi favolosi umani | 9 maggio 1993     |                 |
| 51 (22) | The Clip Show II                | Dino-Clip (Parte 2)              | 2 luglio 1993     |                 |